# John F. Kennedy Stadium
Il John F. Kennedy Stadium (conosciuto come Philadelphia Municipal Stadium fino al 1964) è stato uno stadio a cielo aperto di Filadelfia in Pennsylvania, che ha funzionato dal 1925 al 1992 e che sorgeva in una zona della città che ora fa parte del complesso sportivo South Philadelphia.
Il complesso venne progettato dallo studio di architettura Simon & Simon nello stile classico del 1920, con i posti a sedere disposti a ferro di cavallo che circondavano la pista di atletica e un campo da football di 34 m di larghezza per 94 m di lunghezza. Costruito su un'area di 13,5 ettari lo stadio arrivò a contenere fino a 102.000 spettatori e venne demolito il 23 settembre 1992 dietro direttiva del sindaco Wilson Goode.